# Sutra del cor
El sutra del cor (Prajñāpāramitā Hṛdaya Sūtra) o Sutra de l'essència de la saviesa és un sutra o text budista molt popular en l'escola budista Mahayana per la seua brevetat i profunditat. Es considera la més investigada de totes les escriptures budistes.

## Context
El sutra del cor és un text de la literatura Prajñāpāramitā (o Perfecció de la saviesa) dins el budisme Mahāyāna. Junt amb el sutra del diamant, són els més representatius del gènere.
Es compon de catorze shloka o versos en sànscrit (260 caràcters en la versió xinesa, Taisho Tipitaka Vl. T08 núm. 251, traduïda per Xuan Zang). És una de les versions més abreujades dels texts Prajñāpāramitā (o Perfecció de la saviesa), tenint en compte que n'hi ha exemples d'uns 100.000 shloka.
Segons Edward Conze, el sutra pertany al tercer dels quatre períodes del cànon Prajñāpāramitā, tot i que, com que conté un mantra, se superposa a l'anomenat període tàntric i s'inclou en la secció tàntrica en algunes seccions del Kangyur (cànon budista tibetà).
L'estudi del Sutra del cor s'emfasitza en algunes tradicions budistes de l'est asiàtic; la versió xinesa se'n recita molt en les cerimònies de les escoles Zen a la Xina, Japó, Corea i Vietnam. També és significatiu en l'escola japonesa de budisme Shingon, el fundador del qual, Kukai, hi escrigué un comentari. També el budisme tibetà l'estudia a fons.
Aquest sutra és dels pocs no atribuïts a Siddharta Gautama. En algunes versions xineses del text, començant per la de Fayue de l'any 735, Buda canta les paraules d'Avalokiteśhvara.
En el text es fa referència a alguns conceptes budistes considerats Sunyata (concepte budista del buit); aquests són els Skandha, els sis sentits (ull, oïda, ment...), les sis qualitats (forma, so...), els Dhatus, la cadena de dotze de la causalitat i les quatre nobles veritats, i acaba amb un mantra.

## Mantra
El mantra que enclou aquest sutra es canta en totes escoles Mahāyāna. Apareix ací transliterat en sànscrit.
En les escoles de meditació se sol considerar que la recitació dels mantres és important per aconseguir-ne efectivitat, però també és fonamental comprendre'n el significat i no considerar-lo supersticiosament només com una mena de fórmula màgica.
| Sànscrit   | Sànscrit     |                  |                        |
| Devanāgarī | Romanització | Pronunciació     | Traducció              |
| ---------- | ------------ | ---------------- | ---------------------- |
| गते गते      | Gate gate    | [gəteː gəteː]    | Partir. Partir         |
| पारगते       | Pāragate     | [pɑːɾə gəteː]    | Partir a l'alt         |
| पारसंगते      | Pārasaṃgate' | [pɑːɾəsəŋ gəteː] | Partir pel cap alt alt |
| बोधि स्वाहा     | Bodhi svāhā  | [boːdɦɪ sʋɑːhɑː] | Despertar. Així sigui  |

## Origen i primeres traduccions
El Sutra del cor s'ha datat tradicionalment del segle i aC al territori de l'Imperi Kuixan, compost per un Sarvastivadin o un exmonjo Sarvastivadin. El registre més antic d'una còpia del sutra és una traducció xinesa del 200-250 feta per Yuezhi, monjo Zhi Qian. Va ser traduït novament per Kumaradjiva al voltant del 400. La traducció de Zhi Qian es perdé abans del temps de Xuanzang, que en feu la seua al 649, que coincidia estretament amb la de Kumarajiva.
Sobre la base dels patrons textuals en les versions en sànscrit i xinés del Sutra del cor i el Mahaprajnaparamita, l'erudit Jan Nattier suggerí que la versió més antiga (més curta) del Sutra del cor probablement es compilaria primer en xinés a partir de texts traduïts en sànscrit, i després fou traduït al sànscrit. Aquesta teoria polèmica ha guanyat suport entre alguns erudits budistes, però no entre la majoria.

### Títol
Zhi Qian titulà la seua traducció Prajnaparamita Dharani. La traducció de Kumarajiva en fou Maha Prajnaparamita Mahavidya Dharani. La traducció de Xuanzang fou la primera que utilitzà Hrdaya o 'Cor' en el títol.
La de Xuanzang fou la primera traducció que qualificà el text de sutra.
Algunes cites de les traduccions de Zhi Qian i Kumarajiva anteposen floridura (que és maha en sànscrit) al títol. Algunes edicions tibetanes i xineses hi afigen bhagavati, que vol dir 'abundant', un epítet de Prajnaparamita com a mare de tots els budes.

## El text
Alguns comentaristes divideixen aquest text en seccions. En resum, el sutra descriu l'experiència d'alliberament del bodhisattva de la compassió, Avalokiteśhvara, com a resultat de la insight obtinguda mentre estava meditant per despertar la facultat de prajna (saviesa). La idea es refereix al sunyata de tots els fenòmens, els cinc afegits de l'existència humana (skandha): forma (rūpa), sentiment (vedanā), desigs (samskārā), percepcions (saṁjñā), i consciència (vijñāna).
La seqüència de conceptes enumerats en les línies 12-20 («...en el buit no hi ha forma, no hi ha sensació, ...no hi ha assoliment ni no assoliment») és la mateixa seqüència emprada en el Sarvastivadin Samyukt Agama: aquesta seqüència difereix en els texts d'altres sectes. Sobre això, Red Pine ha argumentat que el Sutra del cor és una resposta als ensenyaments Sarvastivada.